# Superporno girls in un college svedese
Superporno girls in un college svedese (Sechs Schwedinnen im Pensionat) è un film erotico del 1979 diretto da Erwin C. Dietrich, che ne è anche sceneggiatore e produttore.
La pellicola, di produzione franco-svizzera, vede Brigitte Lahaie fra le interpreti principali.
Ha avuto un seguito, diretto dallo stesso regista, intitolato Sechs Schwedinnen von der Tankstelle (1980).

## Trama
Sei esuberanti ragazze svedesi frequentano un collegio scolastico dove seguono le lezioni della signorina Klein, fanno ginnastica sotto la guida dell'istruttore Martin, fanno uscite in bicicletta e vivono avventure erotiche con gli uomini che si trovano nei paraggi.